# Likovič
Likovič je priimek več znanih Slovencev:

## Znani nosilci priimka
- Angelca Likovič, pedagoginja in političarka
- Jože Likovič (1900—1971), književnik